# オニャンコポン
オニャンコポン（Onyankopon、偉大な者の意; アカン語: Onyankopɔn）は西アフリカ・ガーナのアシャンティ人に伝わる神であり、天空神である。
同じくアシャンティ人などに伝わる神ニャメ (Nyame) の別名とされることが多いが、オニャンコポンの神としての位置づけには曖昧な部分が多い。アカン語話者の神とされることもある。

## オニャンコポンの役割
アシャンティ人の宗教では、オニャンコポンに代表される神と精霊と祖先の霊という3種類の超自然的な存在が体系を形作っている。すべての精霊はオニャンコポンによって創造されたとされている。
精霊は野に森に遍く存在しているが、その中でも人とかかわりを持つようになった精霊をアボソム（abosom）とよび、この精霊はオニャンコポンの召使いであり、人とオニャンコポンとの間に入る媒介者としての役割を担っている。
それぞれの精霊には司祭職が存在し、彼らは薬を処方したり、悪意ある精霊に対処したりといった役割を担っている一方でオニャンコポンに対する司祭職は存在しない。このことから読み取れる、人が神と直接関わりをもてないという考え方はアフリカの宗教によく見られ、アシャンティの場合はオニャンコポンにまつわる神話に則している。
天空神であるオニャンコポンは、昔は人間たちに近い位置に居た。しかしあるとき、一人の老女がヤムイモを臼と杵で搗いていた拍子に、杵をオニャンコポンにぶつけてしまった。それ以来、オニャンコポンは遠く離れてしまったという（天地分離神話）。老女はオニャンコポンに到達しようと、多くの人に臼を集めさせ、高く積み上げさせた。しかしすべて積み上げても、一つ足りなかった。そこで老女は、積んだ臼の一番下の一つを抜いて上に積むように言った。そのようにしたところ、臼の塔は崩れ、多くの人が死んでしまったという。
一方で、オニャンコポンへのお供え物が司祭職を通さずにできるということは、アシャンティの人々がオニャンコポンを身近に感じていた証拠だとする見方もある。最近は廃れてきたものの、アシャンティの村では各家々がオニャンコポンに供物を捧げるための祭壇を持っている。
フォルデ(Forde)はアシャンティがオニャンコポンを身近に感じていたことは彼らの持つことわざからも読み取れるとしている。

## オニャンコポンの位置づけ
ニャメ、オニャンコポン、オドマンコマといったようにアカン語には類似する概念を表す語が見られるが、これらの関係はアカン語話者の間でも統一されていない。
先に述べたように、オニャンコポンはニャメの別名であるとされたり、同一視されたり、時には化身であるとされる。特にニャメ、オニャンコポン、オドマンコマの3柱に関しては完全に同一神の別名ととる方法と、同一神の持つ3種類の様相であるとする三位一体（トリニティ）に近い考え方、完全に別々の三人組であるという捉え方がある。
たとえばフォルデ（Forde）はオニャンコポン、トウィドゥアンポン、ボレボレ、オトゥムフー等の神々の名前のそれぞれを最高神オニャンコポンの称号に過ぎないとしている。ボレ（Bolle）はオニャンコポンの名前の構造からアシャンティの宗教に単一神性を見出している。すなわちオニャンコポンを「神（ニャメ） + 単一性 + 偉大さ（Nyame + ko + pon）」と捉える。
またアシャンティのことわざからオニャンコポンとオドマンコマの同一性をさぐっている。すなわち「創造神はすべてを作った（odomankoma nyankopon boo ade nyinaa）」の主語をオドマンコマ・ニャンコポンと読む。
一方でダンクア（Dr. Danquah）などはニャメを宇宙の創造主、オニャンコポンを生命の創造主、オドマンコマをこれらを調整し世界を成り立たせるものとして位置づけ、アカン語話者の宗教の神の三人組（triad）をなすとしている。
これらの神としての役割分担は、3柱の神々を同一神の3つの様相（triune）であるとするトリニティ的な読み取り方であってもニャメ（宇宙）、オニャンコポン（生命）、オドマンコマ（調和）といった具合に同じような役割を持たせている。
メイェロウィッツ（Mrs. Meyerowitz）はオドマンコマを創造神とし、ニャメとオニャンコポンで三人組をなすとする。その上でニャメを母、オニャンコポンをその息子、オドマンコマは祖先であるという切り口からアプローチしている。
ニャメとオニャンコポンを区別する場合はニャメを月の象徴であり女性であるとし、オニャンコポンを太陽の象徴であり男性であるとする。オニャンコポンは概ね男性神として語られ、妻は大地の神アサセ・ヤ（asase ya）である。一方でニャメがオニャンコポンと区別される場合は、例外もあるが、ニャメは女性神として扱われ、配偶神はアサセ・ヤー（Asase yaa）となり男性名になる。ニャメとオニャンコポンが同一視される場合はニャメ/オニャンコポンは男性神となり、配偶神は女性神アサセ・ヤとなる。アナンシの叙事詩ではアナンシの父がニャメで母がアサセ・ヤとして語られている。
アカン語の聖書（Twerɛ Kronkron など）における「神」はオニャンコポンの語を用いて訳されている。